# Бозкурт (Кастамону)
Бозкурт (тур. Bozkurt) — город и район в провинции Кастамону на черноморском побережье Турции. Район на северо-востоке граничит с районом Абана, на востоке — с районом Чаталзейтин, на юге — с районом Деврекани, на юго-западе — с районом Кюре, на западе — с районом Инеболу.

## Население
По данным переписи 2000 года население районного центра составляло 5.451 человека, население всего района — 10.159 человек.